# Georg Fluckinger
Georg Fluckinger (ur. 1 marca 1955 w Wiedniu) – austriacki saneczkarz, brązowy medalista igrzysk olimpijskich.

## Kariera
Największy sukces w karierze osiągnął w styczniu 1980 roku, kiedy w parze z Karlem Schrottem zdobył brązowy medal w dwójkach podczas igrzysk olimpijskich w Lake Placid. Na rozgrywanych cztery lata później igrzyskach w Sarajewie razem z Franzem Wilhelmerem był czwarty, przegrywając walkę o podium z reprezentacją NRD w składzie: Jörg Hoffmann i Jochen Pietzsch. Na tych samych igrzyskach był też piętnasty w jedynkach. Brał również udział w igrzyskach olimpijskich w Calgary w 1988 roku, gdzie w parze z Robertem Manzenreiterem był piąty w dwójkach. Nigdy nie zdobył medalu mistrzostw świata ani mistrzostw Europy. Ponadto w sezonie 1979/1980 zajął trzecie miejsce w klasyfikacji generalnej Pucharu Świata w jedynkach, a w sezonach 1978/1979, 1979/1980, 1981/1982, 1983/1984 i 1984/1985 zajmował drugie miejsce w klasyfikacji dwójek.
W 1996 roku otrzymał Odznakę Honorową za Zasługi dla Republiki Austrii.